# Iósif Floriánovich Gueilman
Iósif Floriánovich Gueilman (en ruso: Иосиф Флорианович Гейльман; 3 de marzo de 1923 — 13 de junio de 2010) fue un experto soviético e internacional en lenguaje de señas, intérprete de lenguaje de señas y autor de múltiples publicaciones utilizadas aun hasta el día de hoy. Además, fue el fundador y primer director del primer centro educativo de toda Rusia para los sordos, también conocido como centro de Rehabilitación de Leningrado (CRL), donde las personas con discapacidad auditiva de toda la URSS acudían para adquirir educación superior o habilidades técnicas. Iósif Gueilman fue uno de los expertos clave en el comité encargado de desarrollar Gestuno, un sistema de signos internacional.

## Niñez y Adolescencia
Iósif Gueilman nació en el seno de una familia ruso-judío-germana en Rusia de la era posrevolucionaria el 3 de marzo de 1923. Sus antepasados emigraron a Rusia desde Alemania y uno de ellos sirvió como jefe de bomberos en la ciudad de San Petersburgo. Los padres de Iósif, llamados Florian y Elizaveta Gueilman, eran ambos sordos, pero dominaban tanto el lenguaje hablado como el lenguaje de señas. El padre de Iósif, Florian, se graduó de la Academia Stieglitz de Artes y Oficios. Posteriormente, trabajó como ingeniero de diseño en la planta de Elektrosila. Por su parte, Elizaveta se graduó del Instituto Smolny para Nobles Doncellas y luego trabajó en el taller de edición fotográfica de Karl Bulla. También fue actriz en el estudio de drama para los sordos, hasta que dicho estudio fue desmantelado en 1937 y su director se convirtió en preso político. Iósif también tuvo un hermano mayor, llamado Oleg, que se mudó a la ciudad de Gelendzhik después de casarse. Posteriormente, Oleg sirvió en la Segunda Guerra Mundial y fue un oficial altamente condecorado. El contexto y el ambiente en el hogar de Iósif inspiraron su trayecto profesional futuro. Su familia organizaba reuniones para la comunidad sorda de San Petersburgo y el joven Iósif interpretaba radiodifusiones para todos sus invitados. A la edad de 15 años, Iósif se unió a la Sociedad de Sordos de toda Rusia como intérprete de lenguaje de señas, convirtiéndose así en el intérprete más joven en Leningrado. Dos años más tarde, Iósif se matriculó como estudiante de historia en la Universidad Estatal de Leningrado.

## Años de Guerra
En junio de 1941, justo antes del estallido de la Gran Guerra Patria, Pavel Saveliev, el primer presidente de la Sociedad de Sordos de toda Rusia, le solicitó a Iósif que fungiera como guía e intérprete para un grupo de 300 niños sordos que se embarcaban en un recorrido en bote por el río Volga desde Moscú hasta Astracán. Sin embargo, la Segunda Guerra Mundial interrumpió dichos planes, dejando varados a Iósif y al grupo en la ciudad de Yaroslavl. Entre 1941 y 1943, el joven se encargó del cuidado de estos 300 niños sordos. Posteriormente, en 1944, después de que se levantara el asedio, Iósif regresó a Leningrado y descubrió que sus padres no habían sobrevivido a los severos días de hambruna y privaciones durante el sitio de Leningrado. Para conmemorar a sus padres, Iósif comenzó a trabajar como intérprete de lenguaje de señas para la Sociedad de Sordos de toda Rusia. Fue igualmente durante estos años que Iósif se reencontró con Marina, una amiga de la infancia. La familia de Marina le ofreció hospitalidad cuando no tenía adónde ir; Iósif y Marina no tardaron en contraer matrimonio.

## Vocación y Carrera Profesional
Mientras trabajaba como intérprete de lenguaje de señas, Iósif descubrió la necesidad de perfeccionar la lengua de señas rusa, ya que esta tenía una cierta escasez expresiva en la forma en que era utilizada por la comunidad de sordos en Rusia. Las observaciones y la experiencia de Iósif lo impulsaron hacia la acción.
A iniciativa de Iósif, en la década de 1950 se abrió una escuela especializada (la escuela #92) de educación secundaria con módulos de aprendizaje presencial y a distancia para jóvenes trabajadores de Leningrado con discapacidad auditiva. El rol de directora fue asumido por Marina Anohina, luego de que Iósif le mostrara su primera publicación, un libro de cartilla para sordos. Este acontecimiento puso en marcha la activa y profunda investigación por parte de Iósif respecto a las particularidades de la lengua de señas rusa. Iósif describió y expuso sus hallazgos en sus prolíficas publicaciones de investigación, las cuales incluyeron su manual de 1956 titulado Señas y Deletreo Manual: Ejercicios y Textos Prácticos, El Alfabeto de Deletreo Manual y las Señas de los Sordos publicado en 1957 y un diccionario de cuatro volúmenes publicado en la década de 1970 bajo el título Métodos Únicos de Comunicación de los Sordos.
La docencia y el magisterio educativo jugaron papeles importantes en la carrera de Iósif. Fue autor de un manual llamado Capacitación de Intérpretes: Plan de Estudio y Programación de Cursos, cuyo público objetivo era efectivamente estudiantes que buscaban aprender lenguaje de señas desde cero. Unos 200 intérpretes novatos fueron capacitados utilizando los cursos patentados de Iósif Gueilman entre 1961 y 1968, todos estos intérpretes remitidos por los comités locales de la Sociedad de Sordos de toda Rusia.
Las actividades profesionales del señor Gueilman no se limitaron al espacio geográfico dentro de las fronteras de la Unión Soviética. Incluso durante los años de la Cortina de Hierro, Iosif se convirtió en una personalidad destacada en la comunidad internacional de lenguaje de señas y asistió a múltiples congresos y simposios en el extranjero, tanto en el Bloque del Este como en el Occidente, en países como Italia y los Estados Unidos – lo cual es un hecho representativo de su eminencia en círculos profesionales, ya que a la mayoría de los ciudadanos soviéticos no se les permitía visitar Occidente.
Iosif fue vicepresidente de la Federación Mundial de Sordos (FMS) y miembro del comité de expertos que desarrolló Gestuno, un lenguaje mundial y original de señas que se conoce hoy día comúnmente como Sistema de Signos Internacional (SSI). Igualmente, el señor Gueilman fue miembro del comité para la rehabilitación social de sordos de la FMS durante muchos años.
Fue amigo de William Castle del Instituto Técnico Nacional para Sordos, que forma parte del Instituto de Tecnología de Rochester y que fue la primera escuela técnica para sordos del mundo. Ambos colegas y ardientes defensores de los sordos, Iósif y William se reencontraron años más tarde cuando Iósif se jubiló y emigró a los EE. UU.
Un hito y punto de inflexión en la vida de Iósif Gueilman fue la apertura de la Escuela Técnica ASD LRC (Centro de Rehabilitación de Leningrado de la Sociedad de Sordos de toda Rusia), una institución educativa única dentro de la URSS por su innovador concepto. El centro se convirtió en un espacio educativo único en su clase, donde hombres y mujeres jóvenes y talentosos venían a estudiar de todas partes de la URSS. Su misión principal era educar y formar a personas con discapacidad auditiva y/o del habla para que estuviesen a la par en alfabetización y capacidad profesional de manera que pudiesen valerse por sí mismos en círculos sociales y profesionales. Estos jóvenes recibieron una formación de alta calidad como ilustradores, contadores, organizadores de eventos culturales y educativos, intérpretes de lenguaje de señas, especialistas en equipos radioelectrónicos, encuadernadores, tipógrafos e impresores, entre varios otros oficios. La Escuela Politécnica del Centro de Rehabilitación de Leningrado estaba ubicada en el número 20 sobre la Berezovaya Alleya en la ciudad de Pávlovsk, un suburbio de Leningrado. El Centro fue financiado con fondos de la Sociedad de Sordos de toda Rusia. Iósif Gueilman se convirtió en director del centro y permaneció en ese cargo durante los siguientes veinte años hasta el día de su jubilación. Bajo su cuidadosa y minuciosa guía, el Centro creció y se expandió, diversificándose en nuevas áreas, tales como actividades culturales y educativas, educación física y fisioterapia. Igualmente, el Centro se dotó de un departamento de interpretación de lenguaje de señas. Lidia Sinitsina, directora de un Centro de Rehabilitación Regional, dijo lo siguiente sobre la contribución y el carácter del señor Gueilman:
"Iósif Floriánovich creó este centro y lo legó a las generaciones venideras. Él gravitaba hacia el centro todos los días, siempre rodeado de las generaciones más jóvenes".
Entre los otros logros sociales de Iósif se cuentan la exitosa insistencia en que todas las transmisiones en el canal central de noticias de Rusia estuvieran acompañadas de traducción en lenguaje de señas y que los conductores sordos pudiesen obtener una licencia de conducir privada.

## Familia y vida personal
Iósif contrajo matrimonio con Marina Gueilman en 1945, el cual duró hasta la muerte de Marina en 2003.
En 1991, Iósif Gueilman emigró a los Estados Unidos. Posteriormente, vivió viajando entre los dos países y falleció en Rusia.
Iósif tuvo dos hijos. Su hijo Cyril siguió los pasos de su padre, convirtiéndose en especialista en lenguaje de señas y director de un centro cultural para sordos en Rusia. Por su parte, su hija Natasha se especializó en inglés, obtuvo un doctorado y tomó el camino de un lingüista (traductora, intérprete y editora). Natasha trabajó en investigaciones sobre el habla y la fonética, antes de dirigir una empresa de traducción en los Estados Unidos.
Iósif tiene cinco nietos. La mayor, Ekaterina Rodneva, es profesora de ruso como segundo idioma en la Universidad Estatal de San Petersburgo, además de esposa y madre. Vladimir Reznikov, quien creció en los EE. UU., es traductor de numerosos libros, poemas y canciones, intérprete legal y de conferencias y, al igual que su abuelo, ha desarrollado cursos originales de capacitación para traductores e intérpretes. Philipp Boltovsky, esposo y padre de dos hijos, es clarinetista y cantante profesional, habiendo tocado junto al coro del Ejército Rojo durante los Juegos Olímpicos de 2018. Ksenia Gueilman es madre amantísima y devota, radicada en los Estados Unidos. Por último, las más joven de todos los nietos, Maria Boltovskaya, se graduó del Conservatorio de San Petersburgo como violinista y actualmente toca en la sección de primeros violines de la Capilla de la Corte de San Petersburgo.
En su tiempo de ocio y descanso, Iósif fue un jardinero ávido, un poeta talentoso y un consumado jugador de ajedrez. Después de mudarse a los EE. UU., disfrutaba pasar tiempo con sus nietos y explorar distintos vecindarios en compañía de su rottweiler, Gabriel.
Experto en sistemas y lenguajes de señas internacionales, Iósif podía comunicarse con fluidez con personas con discapacidad auditiva de varios países, aunque los idiomas difieren significativamente.
Ante todo, Iósif fue un hombre de honor e integridad. Según relata uno de sus antiguos alumnos: Una vez durante los años soviéticos, se suponía que un alumno de la escuela técnica fuera sancionado y descalificado por ser el autor de una pintura nudista, una obra considerada no apta para un país comunista. El comité de miembros del Partido Comunista votó la expulsión del joven. Ante tal decisión, Iósif respondió de manera desafiante y arriesgada: “Mi alumno se queda. Si él se va, yo me voy”. El joven artista no fue expulsado.
Una de las citas preferidas de Iósif era: “Tan pronto las personas comiencen a entenderse mejor las unas a las otras, la vida será mucho más placentera y sensata…”

## In memoriam

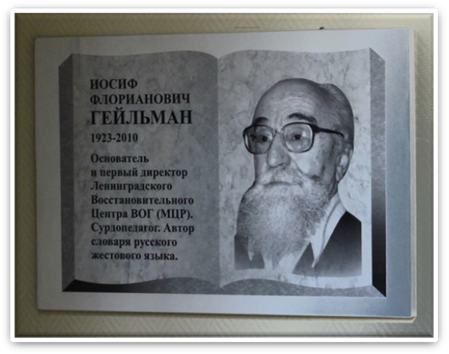
La placa conmemorativa dedicada a Iósif Floriánovich Gueilman el 6 de abril de 2017 en el Centro Regional para Personas con Discapacidad Auditiva (anteriormente, el Centro de Rehabilitación de Leningrado).

Iósif Floriánovich Gueilman murió en junio de 2010. Actualmente, Gueilman está enterrado en el cementerio Serafimovski en San Petersburgo. El 6 de abril de 2017, se dedicó una placa conmemorativa al señor Iósif Gueilman en el Centro Regional para Personas con Discapacidad Auditiva (anteriormente, el Centro de Rehabilitación de Leningrado).

## Publicaciones
- Geilman I.F.Unique Communication Methods of the Deaf: Dactylology and Facial Expressions: A Manual: [in 5 parts.] / I.F. Geilman // Polytechnic school of the Leningrad Rehabilitation Center of VOG (All-Russian Society of the Deaf). — Leningrad: LRC VOG, 1975. — 166 p.
- Geilman I.F. Exercises and Texts as an Aid in Dactylology and Facial Expression Based Translation: Textbook [2-nd edition, expanded and revised.] / I.F. Geilman // Polytechnic school of the Leningrad Rehabilitation Center of VOG (All-Russian Society of the Deaf). — Leningrad: LRC VOG, 1975. — 114 p.
- Geilman I.F.The Fingerspelling Alphabet and Signs of the Deaf-Mute / I.F. Geilman. — Moscow: KOIZ (All-Russian Collaborative United Publishing House), 1957. — 596 p.
- Geilman I.F. Studying Gestuno: A Manual / I.F. Geilman // Polytechnic school of the Leningrad Rehabilitation Center of VOG (All-Russian Society of the Deaf). — Leningrad: LRC VOG, 1982. — 93 p.
- Educational and Behavioral Aspects of Working with Deaf Students in Their Professional Training,. A Collection of articles. / [edited by I.F. Geilman, L.G. Signitskaya]. — Leningrad, 1974. — 65 p.
- Geilman I.F. Sign Language – Your Friend: Dictionary, Exercises, Phrasebook / I.F. Geilman. — Saint Petersburg.: Leningrad Mixed Partnership (LIO) "Redaktor", 2002. — 176 p.
- Geilman I.F. Dactylology: A Textbook / I.F. Geilman. — Polytechnic school of the Leningrad Rehabilitation Center of VOG (All-Russian Society of the Deaf). — Leningrad: LRC VOG, 1981. — 86 p.
- Geilman I.F. Sign Language Dictionary: [in 2 volumes] / I.F. Geilman. — second edition, expanded and revised. — 2004. — 363 p.